# سفين شوير
سفين شوير (بالألمانية: Sven Scheuer)‏ هو لاعب كرة قدم ألماني في مركز حراسة المرمى، ولد في 19 يناير 1971 في بوبلينغين في ألمانيا. شارك مع منتخب ألمانيا تحت 21 سنة لكرة القدم. أما مع النوادي، فقد لعب مع أضنة سبور وبايرن ميونخ وغراتزر أي كاي وكريستال بالاس ونادي أوسنابروك ونادي ساربروكن.

## وصلات خارجية
- سفين شوير على موقع اتحاد تركيا (لاعب) (الإنجليزية)
- سفين شوير على موقع قاعدة بيانات كرة القدم.إي يو (الإنجليزية)
- سفين شوير على موقع بيانات كرة القدم. دي إي (الألمانية)
- سفين شوير على موقع عالم كرة القدم.نت (الإنجليزية)